# Јазовац
Јазовац је насељено мјесто на подручју града Градишка, Република Српска, БиХ. Према попису становништва из 1991. у насељу је живјело 225 становника.

## Образовање
У насељу се налази Основна школа „Вук Стефановић Караџић“.

## Становништво
Према попису становништва из 1991. године, мјесто је имало 225 становника.
| Демографија | Демографија | Демографија |
| Година      | Становника  | Становника  |
| ----------- | ----------- | ----------- |
| 1961.       | 392         |             |
| 1971.       | 325         |             |
| 1981.       | 292         |             |
| 1991.       | 218         |             |